# 哥姆巴尼甘傑烏帕齊拉 (錫爾赫特縣)
哥姆巴尼甘傑乌帕齐拉是孟加拉国錫爾赫特縣的一个乌帕齐拉，位於錫爾赫特专区的錫爾赫特縣。。

## 人口
據1991年孟加拉國人口普查，哥姆巴尼甘傑共有戶數13,620戶，人口85169人。其中男性佔比51.86%，女性佔比48.14%；成年人口39,684人。該地7歲以上人口之平均識字率為12.3%。